# McKinney (Texas)
McKinney je město v okrese Collin County ve státě Texas ve Spojených státech amerických. Nachází se asi 50 kilometrů severně od Dallasu v severní části souměstí Dallas-Forth Worth. Je 15. nejlidnatějším městem v Texasu a 110. nejlidnatějším městem ve Spojených státech. V Collin County jde o třetí největší město. Sousedí s městy Frisco, Allen či Prosper.
K roku 2022 zde žilo 207 507 obyvatel. S celkovou rozlohou 173km² byla hustota zalidnění 1 285 obyvatel na km². V letech 2010 až 2019 bylo McKinney čtvrtým nejrychleji rostoucím americkým městem co do počtu obyvatel. Nachází se v oblasti s vlhkým subtropickým podnebím, podobně jako další města v oblasti Sun Belt, kde se nachází i McKinney.